# Aleksandra Akímova
Aleksandra Fiódorovna Akímova (rus: Александра Фёдоровна Акимова; 5 de maig de 1922 - 29 de desembre de 2012) va ser una navegant d'esquadró del 46è Regiment d'Aviació de Bombarders Nocturns durant la Segona Guerra Mundial El 1994 es va convertir en una de les poques dones guardonades amb el títol d'Heroi de la Federació Russa.

## Primers anys de vida
Akímova va nàixer el 5 de maig de 1922 en una família camperola russa al poble de Skopinsky, dins de la governació de Ryazan de la República Socialista Russa. Després de graduar-se de l'escola secundària, va entrar a classes d'història a l'Institut Pedagògic de Moscou, a més de cursos d'infermeria. Després de la invasió alemanya de la Unió Soviètica el 1941, va sol·licitar enrolar-se a l'Exèrcit Roig, però la seva petició inicialment va ser denegada i va ser enviada per ajudar a la construcció de fortificacions defensives al voltant de Mojaisk.

## Carrera militar
Després que Marina Raskova aconseguira que Stalin aprovara l'establiment de tres regiments aeris de dones, les dones que havien sol·licitat unir-se a l'exèrcit però que havien estat inicialment rebutjades van ser enviades a entrenament. Moltes d'elles van ser enviadess a l'Escola d'Aviació Militar d'Engels, a Saratov, on es va formar a les dones desplegades al 588è Regiment de Bombarders Nocturns abans de ser enviades al front. Akímova es va incorporar al grup del navegant on va estudiar un curs de navegació accelerada que va durar tres anys en temps de pau, però que va quedar comprimit en només tres mesos a causa de la guerra. Després de graduar-se dels cursos, els aviadors es van desplaçar al front del sud el maig de 1942, però no va ser designada com a navegant de vol fins al març de 1943. Des de llavors fins al final de la guerra el 1945, Akímova va combatre 715 sortides en un biplà Po-2. L'abril del 1945 va ser nominada al títol d'Heroi de la Unió Soviètica amb referències de Konstantin Vershinin i el mariscal de la Unió Soviètica Konstantin Rokossovsky, però la gent de Moscou no va donar suport a la nominació i finalment va rebre l'Orde de Lenin. La seva candidatura va citar que havia acumulat 805 hores de vol en combat i 680 sortides a l'abril de 1945, en què havia llançat 94 tones de bombes, destruint dos dipòsits de municions, dos transbordadors, dos reflectors i set cotxes, a més de llançar més de 450.000 fulletons.

## Vida posterior
Després del final de la guerra, Akímova va ser desmobilitzada de l'exèrcit l'octubre de 1945 i aviat va tornar als seus estudis a l'Institut Pedagògic de Moscou. El 1952 va començar a ensenyar a l'Institut d'Aviació de Moscou, on va ensenyar durant 40 anys fins a la seva jubilació el 1992.
El 1994 va rebre el títol Heroi de la Federació Russa per les seves accions a la guerra després que la seva participació va guanyar l'atenció. Va ser membre actiu del moviment de veterans i va participar en desfilades de victòries. Va morir el 29 de desembre de 2012 i va ser enterrada al cementiri Troyekurovsky de Moscou.

## Premis i distincions
- Heroi de la Federació Russa (31 de desembre de 1994)
- Ordre de Lenin (15 de maig de 1946)
- Ordre de la pancarta vermella (26 d'abril de 1944)
- Tres ordres de la guerra patriòtica (1a classe - 22 de febrer de 1945; 2a classe - 15 de juny de 1945 i 11 de març de 1985)
- Ordre de l'Estrella Roja (22 d'octubre de 1943)
- Medalla "Per coratge" (15 de març de 1943)
- medalles de campanya i jubileu